# Ван Дивут, Жермен
Жермен Ван Дивут (фр. Germaine van Dievoet; 26 сентября 1899, Брюссель — 30 октября 1990, Уккел) — бельгийская пловчиха.

## Личная жизнь

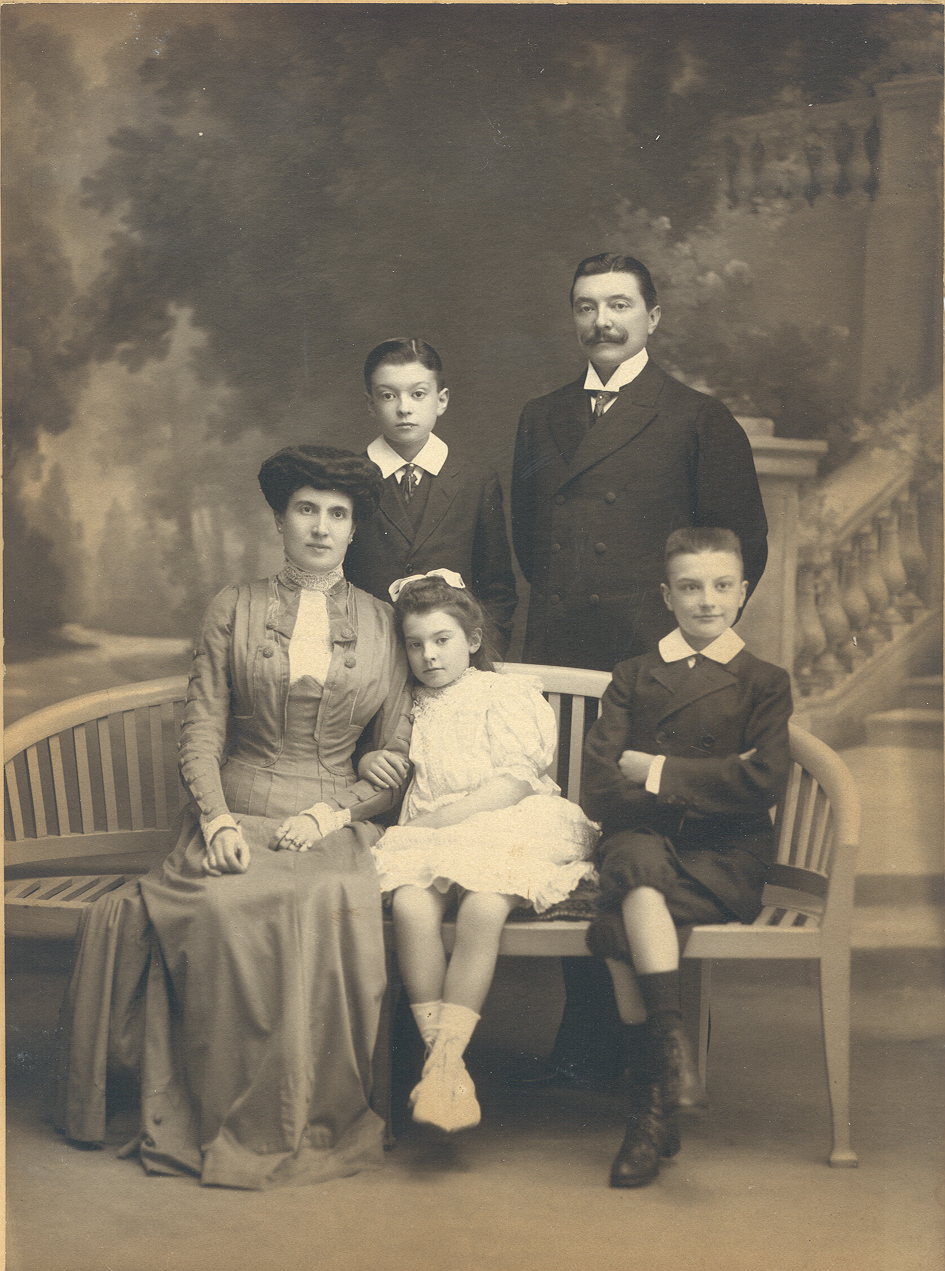
Жермен со своими братьями и родителями, Анри Ван Дивутом и Эжени Массон

Жермен Ван Дивут родилась в Брюсселе в семье известного архитектора Анри Ван Дивута.
23 августа 1937 года в городе Уккел вышла замуж за Вилли Дессекера (фр. Willy Dessecker; 1901—1990). У пары не было детей.

## Карьера
Жермен Ван Дивут — 4-кратная чемпионка Бельгии в плавании на 100 м свободным стилем (1920, 1921, 1922, 1923).
В 1920 году стала одной из 10 соотечественниц, выступивших на Олимпийских играх в Антверпене. На Олимпиаде принимала участие в соревнованиях по плаванию на 100 м свободным стилем, однако, финишировав в полуфинальном заплыве четвёртой, не смогла побороться за медали соревнований.
Является двукратным бронзовым призёром Женской Олимпиады 1922 года, прошедшей в Монте-Карло: в личных соревнованиях на дистанции 100 м свободным стилем и в эстафете 4×50 м.